# Polygonatum kingianum
Polygonatum kingianum là một loài thực vật có hoa trong họ Măng tây. Loài này được Collett & Hemsl. miêu tả khoa học đầu tiên năm 1890.